# Paulo Fiúza
Pas d'image ? Cliquez ici
Paulo Fiúza est un copilote portugais de rallye-raid né le 19 avril 1975 à Mafra (Grand Lisbonne). 

## Biographie

### Résultats au Paris-Dakar
| Année | Catégorie | Constructeur      | Position         | Victoires d'étape | Pilote                  |
| ----- | --------- | ----------------- | ---------------- | ----------------- | ----------------------- |
| 2007  | Auto      | Mitsubishi Pajero | 44e              | -                 | Francisco Inocencio     |
| 2009  | Auto      | Mitsubishi Pajero | 51e              | -                 | Francisco Inocencio     |
| 2010  | Auto      | BMW               | 14e              | -                 | Ricardo Leal dos Santos |
| 2011  | Auto      | BMW               | 7e               | -                 | Ricardo Leal dos Santos |
| 2012  | Auto      | Mini All4 Racing  | 8e               | 1                 | Ricardo Leal dos Santos |
| 2013  | Auto      | BMW               | 5e               | 1                 | Orlando Terranova       |
| 2014  | Auto      | Mini All4 Racing  | 5e               | 1                 | Orlando Terranova       |
| 2015  | Auto      | Mitsubishi        | 8e               | -                 | Carlos Sousa            |
| 2016  | Auto      | Mitsubishi        | Abd.             | -                 | Carlos Sousa            |
| 2017  | Auto      | Mini All4 Racing  | 15e              | -                 | Stephan Schott          |
| 2019  | Camion    | MAN               | Abd.             | -                 | Alberto Herrero         |
| 2020  | Auto      | Mini              | 3e               | 4                 | Stéphane Peterhansel    |
| 2021  | Auto      | Mini              | Abd. (2e étape)  | -                 | Vaidotas Žala           |
| 2022  | Auto      | Mini              | 11e              | -                 | Vaidotas Žala           |
| 2023  | Auto      | Mini              | Abd. (12e étape) | -                 | Vaidotas Žala           |
| 2024  | Auto      | Mini              | 52e              | -                 | Vaidotas Žala           |

### Autres
en auto
- Desafío Ruta 40 2012 : vainqueur en tant que copilote de Orlando Terranova
- Rallye du Maroc 2013 : vainqueur en tant que copilote de Orlando Terranova